# Antonio María Segovia e Izquierdo
Antonio María Segovia e Izquierdo, conegut pels seus pseudònims periodístics El Estudiante i El Cócora, (Madrid, 1808 - 1874) fou un periodista, polític i escriptor espanyol.
Després d'abandonar la carrera militar, es va dedicar al periodisme en publicacions molt diverses. Amic i col·laborador del poeta i periodista Santos López Pelegrín, més conegut com a Abenámar, amb qui va publicar Abenámar y El Estudiante, va ser famós per la seva sornegueria i agudesa; va traduir del francès i va escriure moltes peces teatrals (per exemple, El peluquero en el baile (1850), El aguador y el misántropo (1854), A un cobarde, otro mayor o la zarzuela Don Pacífico, o El dómine irresoluto, entre moltes altres) i poesies festives i satíriques (Colección de composiciones serias y festivas, en prosa y verso, entre las publicadas e inéditas del escritor conocido por "El Estudiante", Madrid: Repullés, 1839). Treballà a La Abeja i en el Semanario Pintoresco Español, codirigí El Progreso i fou crític taurí d' El Correo Nacional; va agradar de criticar amb burles els excessos del Romanticisme, però sobretot va ser un mordaç i agressiu articulista polític, faceta que va exercir en El Mundo, en altres periòdics i sobretot a El Jorobado, en aquest últim fonamentalment contra Juan Álvarez Mendizábal. Finalment fundà el seu propi periòdic, dirigit per ell mateix, El Estudiante, el 1839, que no va poder sostenir-se molt temps: el 1840 va haver d'exiliar-se a París per motius polítics. Va ser membre de la Reial Acadèmia de Belles Arts de Sant Ferran i des de 1845 de la Reial Acadèmia, en la secretaria de la qual va succeir Manuel Bretón de los Herreros el 1873 i en qualitat del qual va realitzar una sèrie d'estudis erudits, alguns d'ells de caràcter cervantí; cal destacar Del drama lírico y de la lengua castellana como elemento musical. El 1855 fou nomenat cònsol espanyol en la República Dominicana, on concedí generosament la ciutadania espanyola a nombrosos dominicans, el que li causà alguns problemes. En prosa escriví Manual del viajero español de Madrid a París y Londres (1851) i Los anónimos, los anonimistas y los anonimatos (1873).